# Maternidad libre

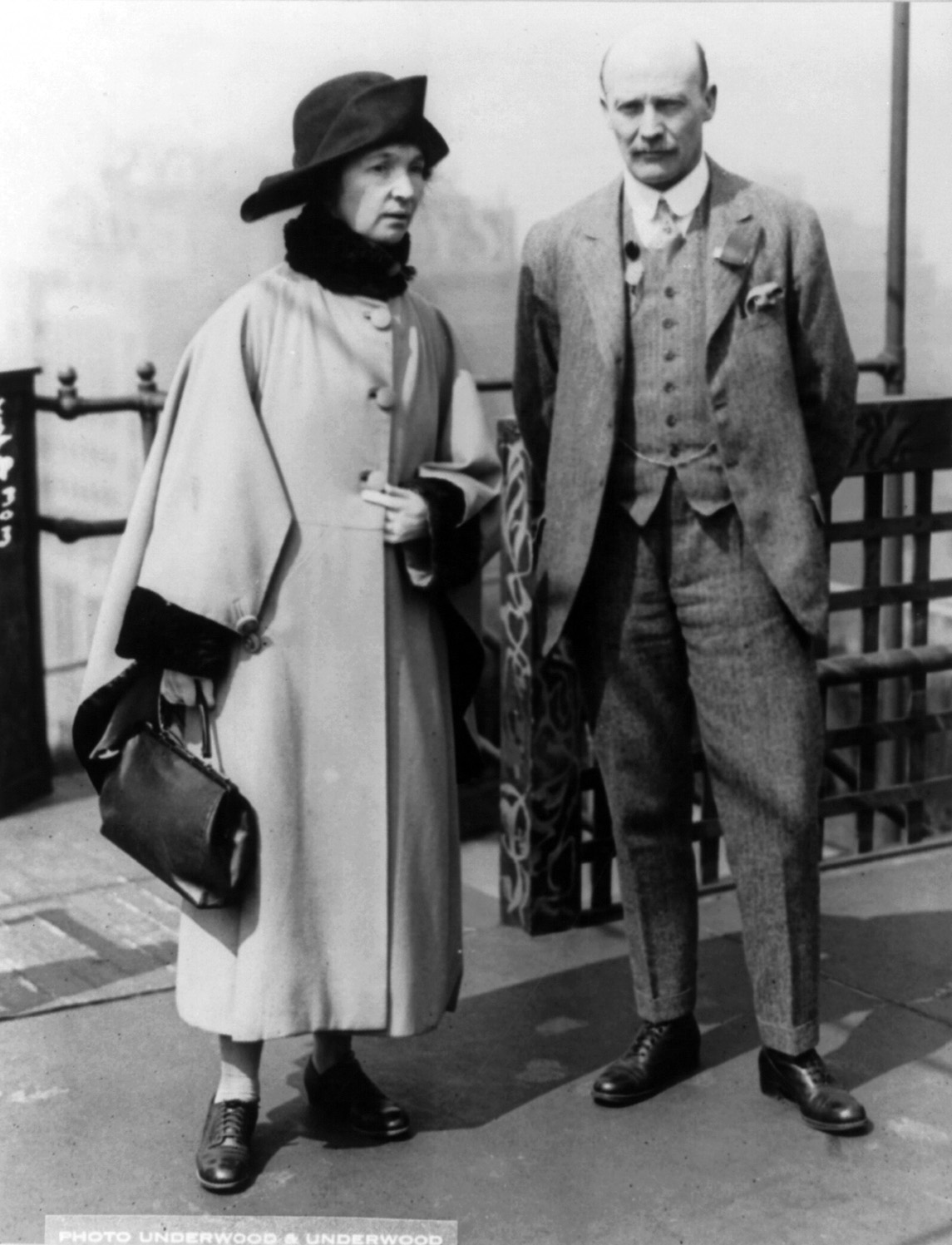
Margaret Sanger y Charles V. Drysdale en la apertura de la Sexta Conferencia Mundial Neomalthusiana y sobre Control de Natalidad celebrada en el Hotel McAlpin, Nueva York, USA en 1925. Charles V. Drydale fue un neomalthusiano prolífico, entre otros libros, escribió A Crusade against Poverty (1906) y The Empire and the Birth-Rate (1914).

Maternidad libre, responsable o consciente es un lema feminista que reivindica la libertad de la mujer para decidir sobre su reproducción o maternidad, utilizando la planificación familiar -métodos anticonceptivos e interrupción voluntaria del embarazo- con el objetivo de engendrar o no descendientes y, en su caso, decidir sobre el número de hijos, así como el momento y las circunstancias -sociales, económicas y personales- en las que se desea tenerlos.

## Antecedentes históricos de lamaternidad libre

### Neomalthusianismo
El neomalthusianismo (finales del siglo XIX y principios del siglo XX) consideraba un problema el exceso de familias numerosas y la reproducción ilimitada de las clases pobres ya que les condenaba a una vida miserable. Para resolver esta situación proponían la toma de conciencia social e individual de la necesidad de la procreación limitada o procreación consciente del proletariado, la separación entre sexualidad y reproducción, la defensa de la maternidad libre, la liberación femenina, la libertad sexual, la promoción de la planificación familiar, el cuidado de los niños así como el uso y difusión de métodos anticonceptivos artificiales.
Paul Robin fundó en 1896 la Liga de la Regeneración Humana de Francia cuya presidencia de honor ostentó el inglés George Drysdale, autor de Elementos de Ciencia Social, libro de 1854 que será referencia para el neomalthusianismo francés y español. Su hermano Charles R. Drysdale, también pionero del neomalthusianismo, escribió, entre otros, los libros The Population Question (1892) y The Cause of Poverty (1891). La Liga de la regeneración humana será disuelta en 1908. Eugene Humbert y Jeanne Humbert fueron dos de los líderes del movimiento que continuaron la difusión de las ideas neomalthusianas y de los métodos anticonceptivos, incluso después de haber sidos prohibidos por ley en 1920. Su activismo les valió varias estancias en la cárcel. Eugene Humbert fue director de la revista Génération Consciente, denominado Órgano de propaganda para la limitación voluntaria de nacimientos (Organe de propagande pour la limitation volontaire des naissances, Néo-Malthusianisme).
Entre las publicaciones neomalthusianas en las que se reivindicaba la libre maternidad, están el opúsculo de 1906 de Paul Robin 'Libre amour, libre maternite' y el libro de Jean Marestan de 1902 Le Mariage, l’amour libre et la libre maternité. traducido al español en 1920. En España, en 1906 - Luis Bulffi de Quintana publica ¡Huelga de vientres! Medios prácticos para evitar las familias numerosas, un panfleto de 32 páginas sobre el control de la procreación. Desde el neomalthusianismo se demandaba la asunción de sus postulados por el feminismo de la época.

### Comienzos de la planificación familiar
El deseo de tener o no hijos era una cosa y otra la posibilidad efectiva de acceder a los métodos anticonceptivos y en el caso del aborto inducido poder acceder en condiciones sanitarias y legales y evitar así los abortos inseguros que causaban una alta mortalidad materna. Surge entonces el concepto de planificación familiar que incluye tanto la educación sexual como el acceso a métodos anticonceptivos y la práctica de la interrupción voluntaria del embarazo.
La estadounidense Margaret Sanger (1879-1966) y la británica Marie Stopes (1880-1958) se consideran pioneras en la reivindicación de la planificación familiar, en la apertura de las primeras clínicas de control de natalidad así como en la creación de las primeras asociaciones nacionales e internacionales de control de la natalidad.
Margaret Sanger fue una enfermera activista a favor de la planificación familiar y fundadora, en 1921, de la 'Liga americana para el control de la natalidad' (American Birth Control League) que se convertiría en 1942 en 'Federación americana para la planificación familiar' (Planned Parenthood Federation of America - PPFA) que, junto a otras asociaciones similares de numerosos países, constituyó en 1952, en la India, la Federación Internacional de Planificación Familiar de la que Sanger fue presidenta hasta 1959.
Marie Stopes fue una paleobotánica, académica y activista de los derechos de la mujer y, como Sanger, pionera en el campo del control de la natalidad. Sus contribuciones a la paleontología vegetal se consideran significativas, fue la primera mujer académica en la Universidad de Mánchester. Con su segundo marido Humphrey Verdon Roe fundó la primera clínica para el control de la natalidad en Gran Bretaña. Stopes editó el boletín Birth Control News donde se daban consejos prácticos explícitos. Su manual de sexo Married Love (El amor conyugal) fue polémico e influyente ya que puso en el discurso público el tema del control de la natalidad. Stopes nunca estuvo a favor del aborto inducido ya que consideraba que la prevención -con el uso adecuado de métodos anticonceptivos- era suficiente.

## Derechos reproductivos, planificación familiar y derechos sexuales

### Derechos reproductivos
La institucionalización de los derechos reproductivos se produce en 1984, cuando aparece el concepto -en el marco de Naciones Unidas y la Organización Mundial de la Salud- en la Conferencia de Teherán de 1968 y en la definición de Bucarest (Conferencia sobre Población de 1974) como un derecho fundamental tanto de las parejas como de los individuos.
El Programa de Acción de la Conferencia Internacional sobre Población y Desarrollo - El Cairo 1994 se da esta definición de los derechos reproductivos:

Los derechos reproductivos abarcan ciertos derechos humanos que ya están reconocidos en leyes nacionales, documentos internacionales sobre derechos humanos y en otros documentos aprobados por consenso. Estos derechos se basan en el reconocimiento del derecho básico de todas las parejas e individuos a decidir libre y responsablemente el número de hijos, el espaciamiento de los nacimientos y a disponer de la información y de los medios para ello, así como el derecho a alcanzar el nivel más elevado de salud sexual y reproductiva. También incluye el derecho a adoptar decisiones relativas a la reproducción sin sufrir discriminación, coacciones o violencia, de conformidad con lo establecido en los documentos de derechos humanos.
Programa de Acción de la Conferencia Internacional sobre Población y Desarrollo, El Cairo, Egipto, 5–13 de septiembre, 1994, Doc. de la ONU A/CONF.171/13/Rev.1 (1995)

### Planificación familiar
La inclusión e integración de la planificación familiar dentros del campo de los derechos reproductivos y de la salud reproductiva se produce por primera vez en la Conferencia Internacional para mejorar la salud de las Mujeres y los Niños por medio de la Planificación Familiar, en Nairobi, Kenia, (5 a 9 de octubre de 1987).
En numerosos países los servicios de planificación familiar han pasado a ser parte de la red sanitaria. Los servicios de planificación familiar ofrecen un conjunto prestaciones ofrecidas por profesionales sanitarios especializados que incluyen actividades y prácticas educativas, preventivas, médicas y sociales que permiten a los individuos, incluidos menores, determinar libremente el número y espaciamiento de sus hijos y seleccionar el medio más adecuado a sus circunstancias. Para ello ofrecen información y acceso a los distintos métodos anticonceptivos así como asistencia médica especializada para conseguir espaciar los embarazos deseados y evitar los embarazos no deseados. La finalidad última de la planificación familiar consiste en mejorar la salud de la madre, sus hijos y la familia en general. En este sentido, las medidas preventivas de salud básicas reconocidas son el espaciamiento de los partos, la limitación del tamaño de la familia y la programación de los nacimientos.

### Derechos sexuales
El derecho a la sexualidad se considera un derecho humano por el que se reconoce la libertad para expresar la propia sexualidad sin discriminación por motivos de orientación sexual. El derecho a la sexualidad reconoce el derecho la libertad de orientación sexual de las personas y su diversidad, ya sea esta heterosexual, homosexual (lesbianas, gais, bisexuales y personas transgénero) (LGBT) así como la protección de esos derechos. El derecho a la no discriminación es la base del derecho a la sexualidad, pero está estrechamente relacionado con el ejercicio y la protección de otros derechos humanos fundamentales.

## Métodos anticonceptivos
La Organización Mundial de la Salud (OMS) establece criterios médicos para elegir el uso de uno u otro método anticonceptivo. Estos criterios pretenden garantizar que las mujeres y los hombres de todo el mundo tengan acceso a servicios de planificación familiar seguros y de alta calidad.

### Métodos anticonceptivos preventivos
Entre los métodos anticonceptivos de barrera están el preservativo, el Diafragma, el Capuchón cervical y el LeaContraceptivum. Entre los métodos anticonceptivos físico-biológicos está el Dispositivo intrauterino - DIU. Entre los métodos hormonales están el Anillo vaginal, la Píldora anticonceptiva, Anticonceptivo subdérmico, la Píldora trifásica, los Parches anticonceptivos, las Hormonas inyectables y el Dispositivo intrauterino de hormonas. Entre los métodos químicos está los Espermicidas. Entre los métodos permanentes laLigadura de trompas, Vasectomía y la Histerectomía.

### Anticonceptivos de emergencia
Se administran después de realizado el coito y ante la posibilidad de un embarazo no deseado: Acetato de ulipristal (conocido como píldora de los cinco días después, marca ellaOne), Levonorgestrel (conocido como píldora del día después o píldora del día siguiente), Mifepristona (es el anticonceptivo de emergencia de referencia en países como China y Rusia), Dispositivo intrauterino (insertado después del coito).

## Aborto inducido
El Aborto inducido o interrupción voluntaria o intencional del embarazo consiste en provocar la finalización prematura del desarrollo vital del embrión o feto antes de que la gestación avance, su práctica se lleva a cabo ya sea como aborto con medicamentos o como aborto quirúrgico. La práctica del aborto inducido está tipificada de manera muy distinta según los países ya que éstos dan un tratamiento jurídico del aborto muy distinto, desde el aborto libre durante un número de semanas de gestación hasta la prohibición total.

### Aborto con medicamentos
El medicamento de referencia es la Mifepristona, que en dosis altas, se administra para la práctica del aborto con medicamentos junto con Misoprostol y se usan entre las primeras 7 a 9 semanas de embarazo (49 a 63 días).

### Aborto quirúrgico
El aborto quirúrgico es el conjunto de técnicas quirúrgicas que tienen el fin de provocar un aborto inducido  (utilizando distintas técnicas dependiendo de las circunstancias, diagnóstico y tiempo de gestación.

## Reproducción asistida e Inseminación artificial
Los tratamientos para promover la fertilidad son también demandados como parte de la reivindicación de la maternidad libre ante situaciones de infertilidad. La reproducción asistida o fecundación artificial es la técnica de tratamiento de la esterilidad o infertilidad que conlleva una manipulación de los gametos. Puede llevarse a cabo mediante inseminación artificial y fecundación in vitro.